# HMS Hermes (95)
Pour les autres navires du même nom, voir HMS Hermes.
Le HMS Hermes est un porte-avions de la Royal Navy. Sa construction commence durant la Première Guerre mondiale pour se finir à la fin de la guerre. Il servira jusqu'au 9 avril 1942, date à laquelle il est coulé par des bombardiers japonais.

## Caractéristiques
Ce sera le premier navire à être conçu en tant que porte-avions, bien que le Hosho, navire de la marine impériale japonaise, entre en service le premier. La conception du Hermes influencera celle du Hosho, mais il entrera en service six mois après celui-ci. La construction du navire est en effet ralentie par les nombreux changements opérés pendant celle-ci. Après son lancement, le chantier ferme ses portes, et sa construction est suspendue.

## Historique

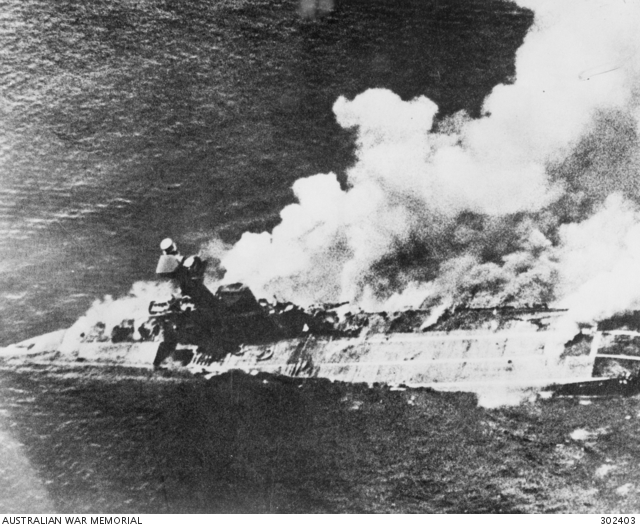
Le porte-avions Hermes coulé par l'aéronavale japonaise

Il est coulé le 9 avril 1942 par les Japonais lors du raid sur Ceylan. Peu avant l'attaque sur Trincomalee, il quitte le port en compagnie du destroyer Vampire. Les Japonais lancent 85 bombardiers en piqué Aichi D3A, escortés par 9 chasseurs Mitsubishi A6M Zero. 32 d'entre eux l'attaquent et le coulent, lui et le Vampire, avant l'arrivée de 6 chasseurs Fairey Fulmar II du Squadron 273 (en).